# ワユ語版ウィキペディア
ワユ語版ウィキペディア（ワユごばんウィキペディア Wikipeetia süka wayuunaiki（ワユ語））とは、2023年2月27日に正式に創設し、ワユ語で記述した電子百科事典のウィキペディア。それに先立つ2008年からウィキメディア・インキュベーターという空間で制作が進んでおり、百科事典活動に携わる人々や小中・高等学校の教員、大学教員やワユ族の指導者やプロジェクト管理者が実務を担い、ワユ語電子ネットワークの支援を受けた。

## 沿革
ウィキメディア財団言語委員会において2008年8月、ベネズエラで編集活動を進めてきた人々がワユ語で編んだウィキペディアとウィクショナリーを発表した。どちらのプロジェクトも承認され、準備空間のウィキメディア・インキュベーターへの移入と拡張が始まる。

## 経緯
2008年8月7日にワユ語プロジェクトをウィキメディア・インキュベーターで創設し、準備空間で執筆が始まる。
ワユ語版ウィキペディアは2023年2月27日付で正式に発足した。当初の記事総数は459件である。